# Norges Judoforbund
Norges Judoforbund (kurz NJF, Norwegischer Judoverband) ist der nationale Verband für Judo in Norwegen mit Sitz in der Nähe des Ullevaal-Stadions in Oslo. Präsidentin ist Vibeke Thiblin, Vizepräsident ist Harald Monsen. Der 1967 gegründete Verband ist Mitglied des Norwegischen Sportverbandes, der Europäischen Judo-Union, und der International Judo Federation.

## Organisation
- Präsident: Vibeke Thiblin (2011–2014)[2]
- Vizepräsident: Harald Monsen (2011–2014)[2]
- Generalsekretär: Kristoffer Halmøy[3]

## Präsidenten des NJF
| Zeit      | Präsident            | Verein                           |
| --------- | -------------------- | -------------------------------- |
| 1967–1969 | Torkel Sauer         | Norsk Judo og Jiu-jitsu Klubb    |
| 1970      | Jon Døhl             | Oslo Studentenes Idrettsforening |
| 1971–1972 | Atle Lundsrud        | Ippon Judoklubb                  |
| 1972–1973 | Gunnar Foss          | Norsk Judo og Jiu-jitsu Klubb    |
| 1974      | Per Ingvoldstad      | Oslo Studentenes Idrettsforening |
| 1975–1976 | Odd Johnsen          | Norsk Judo og Jiu-jitsu Klubb    |
| 1977–1979 | Rune Neraal          | Oslo Studentenes Idrettsforening |
| 1980–1983 | Jan Frank Ulvås      | Norsk Judo og Jiu-jitsu Klubb    |
| 1984–1986 | Lars Nicolay Hvardal | Asker Judo Club                  |
| 1987–1991 | Bjarne Heimdal       | Oslo Studentenes Idrettsforening |
| 1991–1994 | Arild Sand           | Sofiemyr Judo Kwai               |
| 1994–1999 | Erik Otto Jacobsen   | Ippon Judoklubb                  |
| 1999–2003 | Alf Birger Rostad    | Levanger Judoklubb               |
| 2003–2009 | Jan Eirik Schiøtz    | Drammen Judo Club                |
| 2009–2014 | Vibeke Thiblin       | Ippon Judoklubb                  |